# Віденська філармонія
Віденська філармонія (нім. Wiener Musikverein німецька: [ˌviːnɐ muˈziːkfɐ̯ˌaɪn] або німецька: [ˌviːnɐ muˈziːkfəˌʁaɪn]) — концертний зал з прекрасною акустикою на площі Карла у Відні. Разом зі залами Бостонської і Амстердамської філармоній, зал Віденської філармонії вважається одним з трьох найкращих залів у світі. Цей будинок є місцем перебування та виступів Віденського філармонічного оркестру (Wiener Philharmoniker).

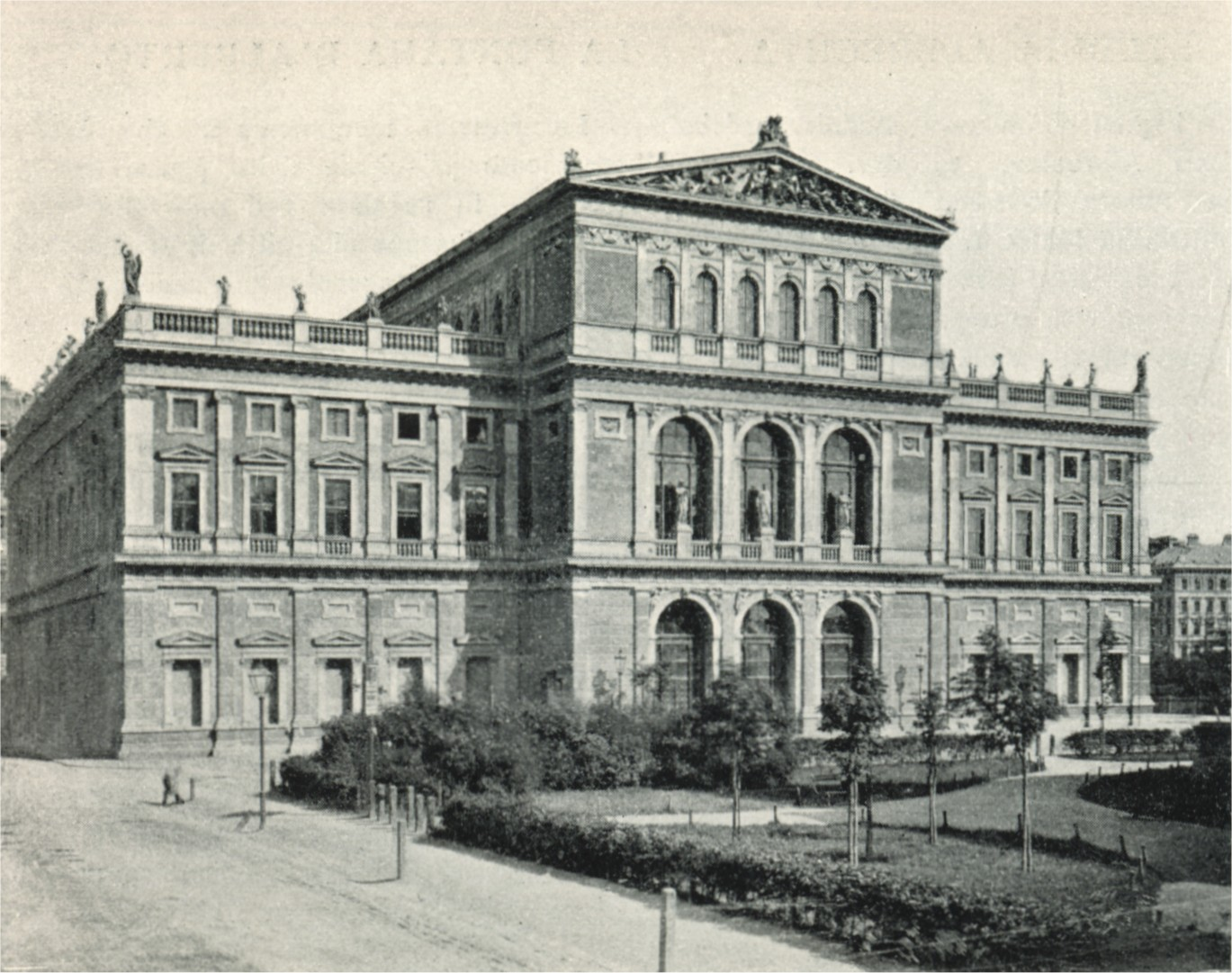
1898

## Історія
У 1831—1870 роках віденське Товариство любителів музики, засноване в 1812 році, використовувало невеликий зал на 700 місць. Щоб збільшити число слухачів на концертах, імператор Франц Йосиф у 1863 році подарував ділянку землі для будівництва більшого будинку, у якому мав бути великий концертний зал для виступів симфонічного оркестру та зал менших розмірів для концертів камерної музики.

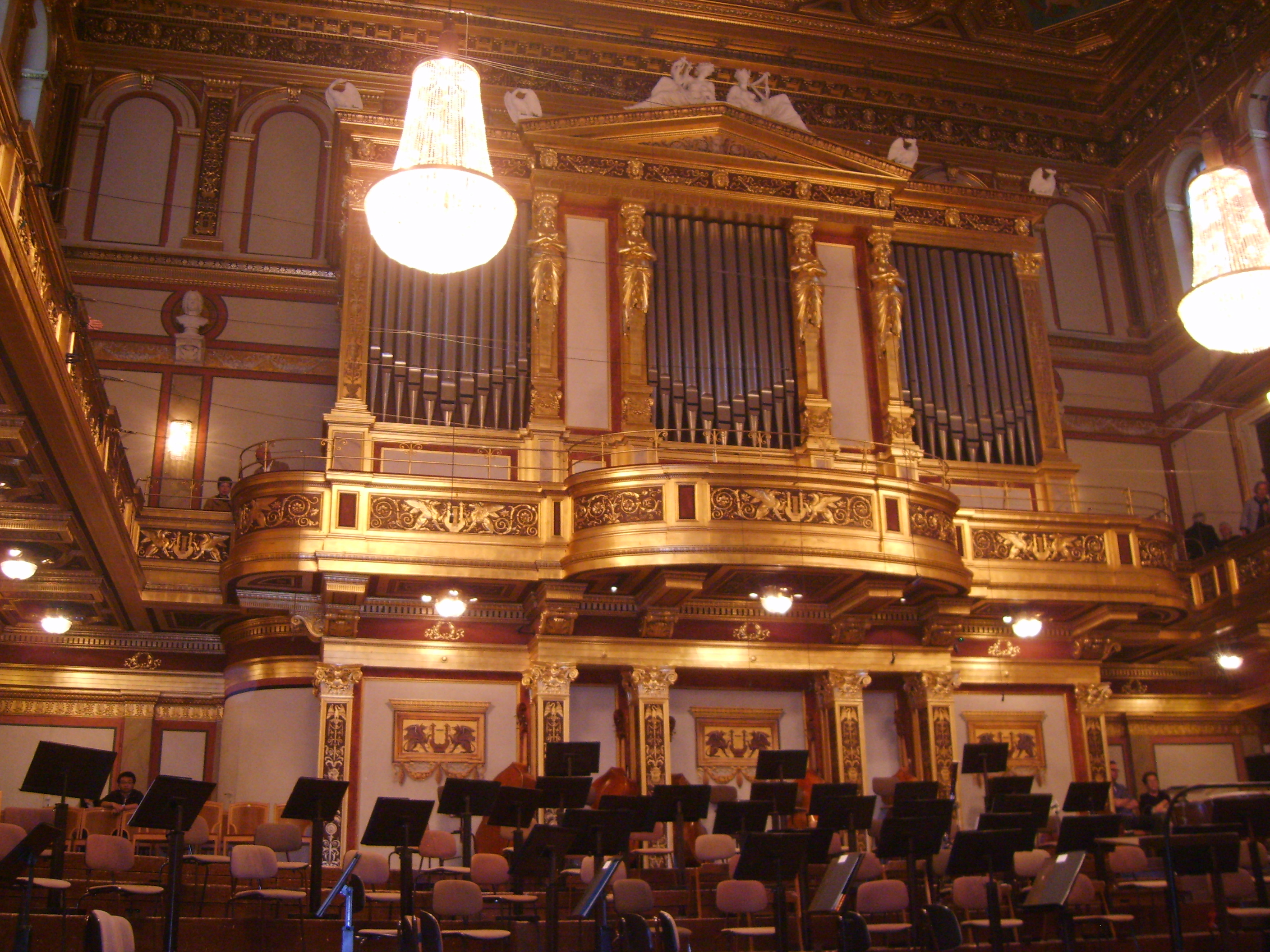
Орган

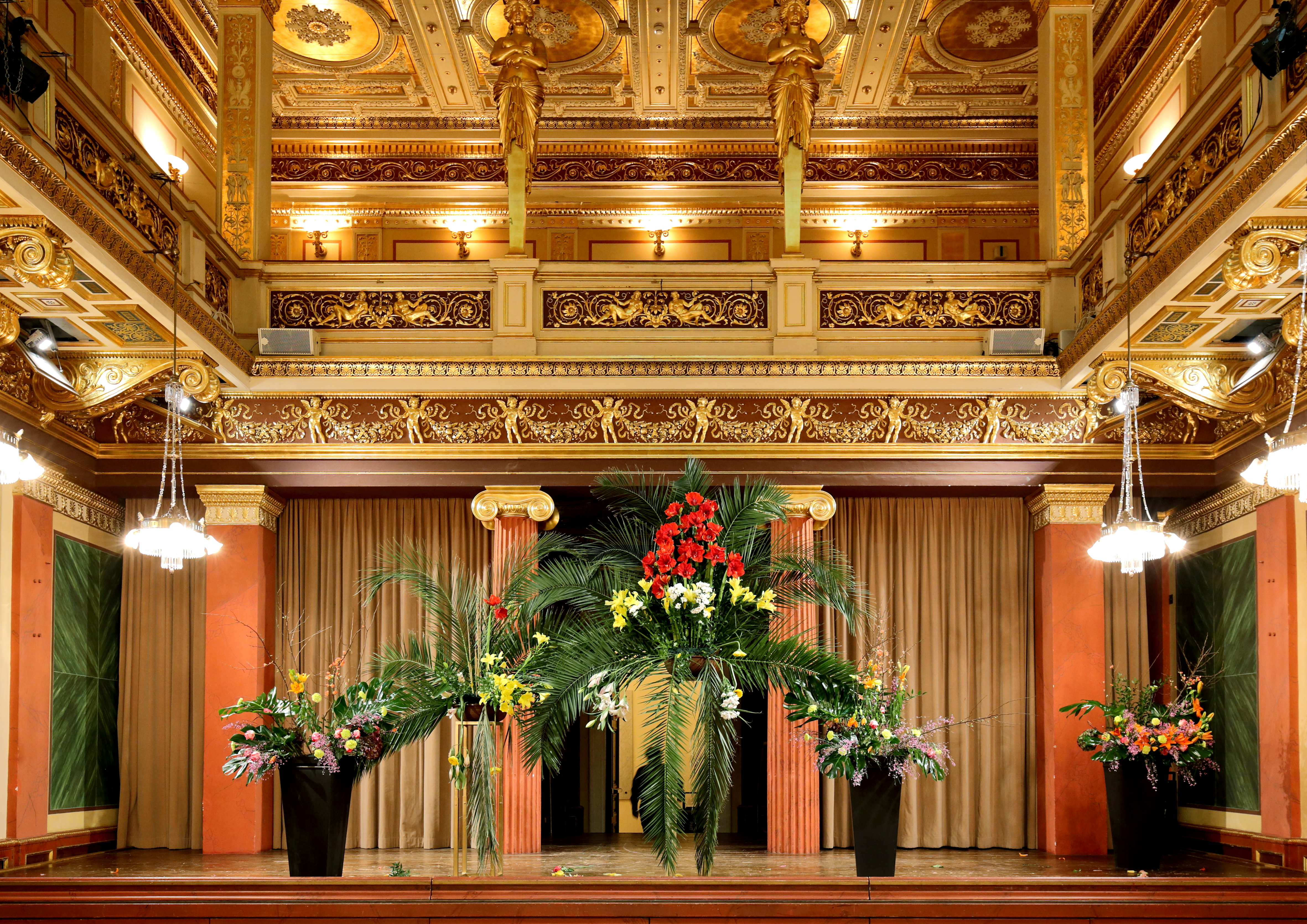
Зал Йоганнеса Брамса. 2015

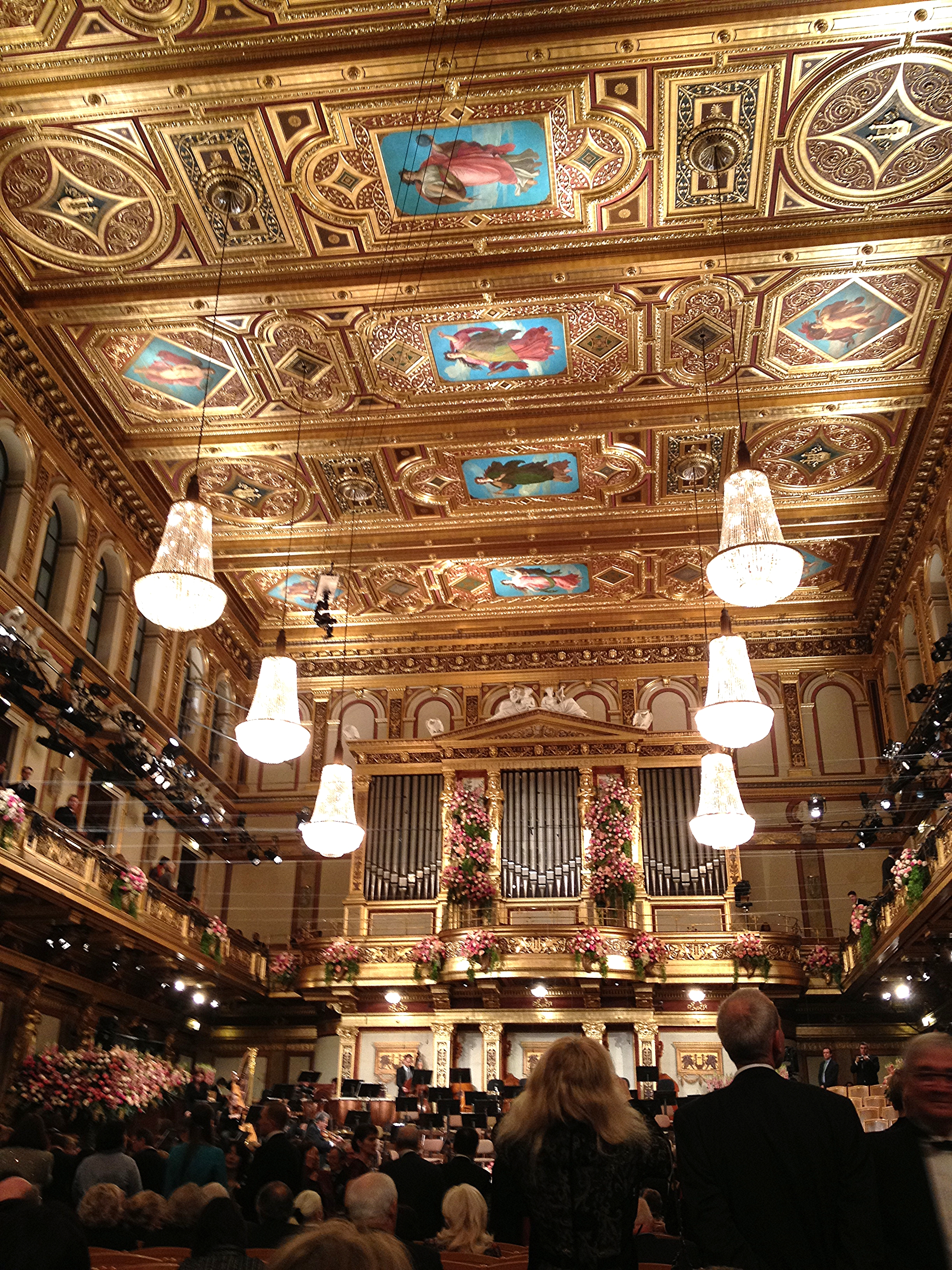
Новорічний концерт. 2013

Для будівництва найняли данського архітектора Теофіла Гансена (1813—1891). На відкритті великого — «Золотого залу», яке відбулося 6 січня 1870 року, симфонічним оркестром диригував Карл Гайслер (1823—1878). Виняткові акустичні характеристики залу були належно оцінені та забезпечили йому міжнародне визнання.
Будівля філармонії побудована у історичному стилі, її прикрашають статуї каріатид, барельєфи та колони. Золотий зал має плафон «Аполлон і дев'ять муз» роботи Августа Айзенменгера і скульптури Франца Мельницького.
Над сценою Золотого концертного залу розміщений орган, побудований знаменитим майстром Фрідріхом Лядеґастом. У 1872 році з першим концертом на новому інструменті виступив австрійський органіст Антон Брукнер. Орган, який можна побачити в залі сьогодні, був встановлений у 1907 році австрійською фірмою Rieger Orgelbau. Цей орган, відновлений у 2011 році, був високо оцінений такими музикантами як Франц Шмідт і Марсель Дюпре.
Зал менших розмірів, призначений для концертів камерної музики, у 1937 році був перейменований щоб вшанувати пам'ять композитора Йоганнеса Брамса. Малий зал був відновлений у своєму первісному вигляді у 1993 році.
У підвалі будинку архітектором Вільгельмом Гольцбауером були спроєктовані зали: Скляний, Металевий і Кам'яний.
Починаючи з 1959 року в Золотому залі Віденської філармонії щорічно відбуваються Новорічні концерти Віденського філармонічного оркестру, які транслюються на весь світ. Крім симфонічного оркестру у будівлі розміщується знамените Віденське чоловіче хорове товариство (Wiener Singverein), а також музичне видавництво Universal Editions.
| Зали у будинку Віденської філармонії | Зали у будинку Віденської філармонії | Зали у будинку Віденської філармонії | Зали у будинку Віденської філармонії | Зали у будинку Віденської філармонії |
| Зал                                  | Розмір                               | Висота                               | К-сть місць                          |                                      |
| ------------------------------------ | ------------------------------------ | ------------------------------------ | ------------------------------------ | ------------------------------------ |
| Великий зал (Золотий зал)            | 48.8 × 19.1 м                        | 17.75 м                              | 1744 місця близько 300 стоячих       |                                      |
| Зал Брамса                           | 32.5 × 10.3 м                        | 11 м                                 | 600 місць                            |                                      |
| Скляний зал                          | 22 × 12.5 м                          | 8 м                                  | 380 місць                            |                                      |
| Металевий зал                        | 10.5 × 10.8 м                        | 3,2 м                                | 70 місць                             |                                      |
| Кам'яний зал (Аудиторія Гашека)      | 13 × ~8.6 м                          | ~3.3 м                               | 60 місць                             |                                      |

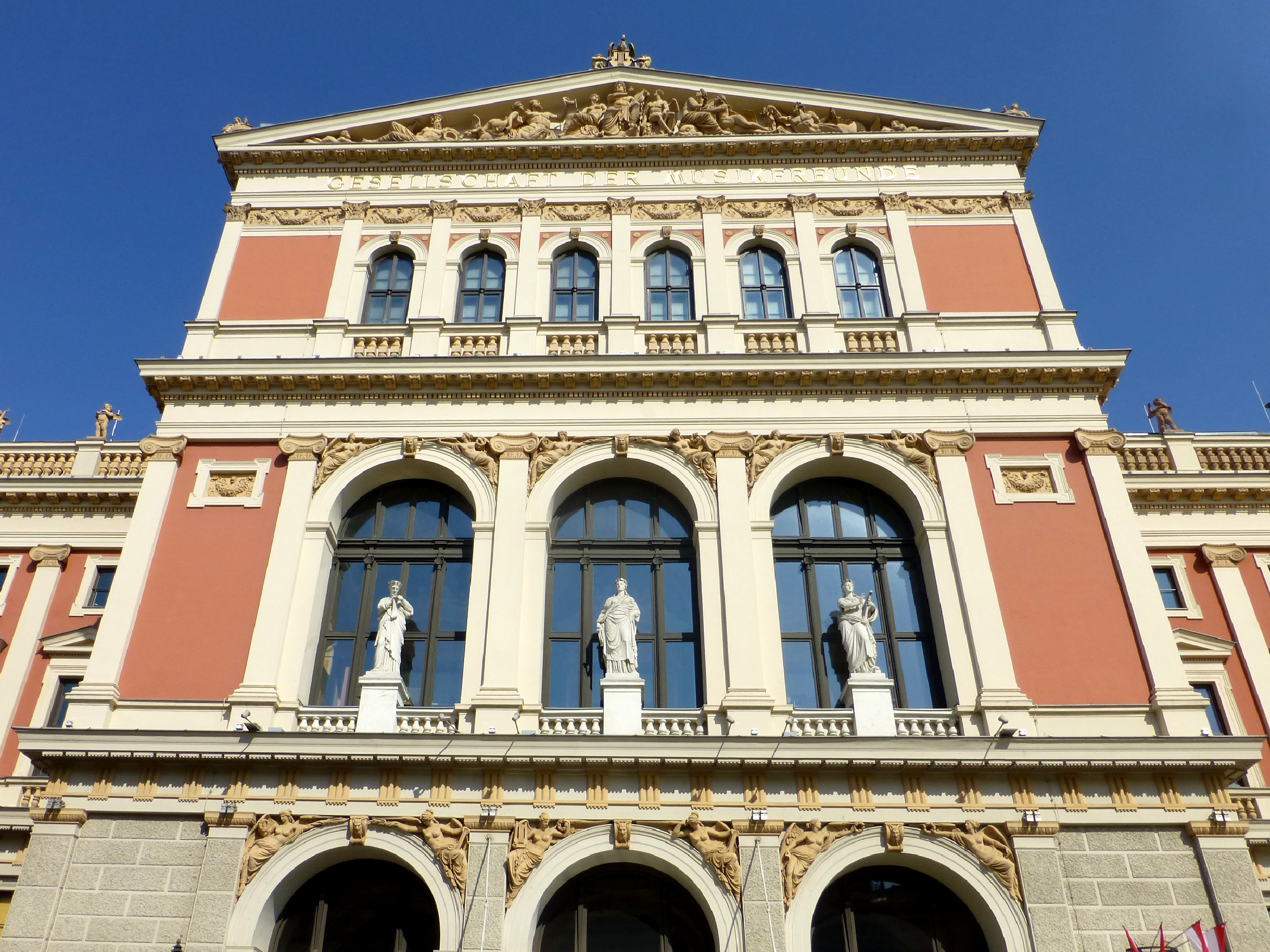
Фасад Віденської філармонії

У будівлі філармонії також розміщена бібліотека Товариства друзів музики, яка у світі є однією з головних музичних колекцій рукописів і першодруків всіх великих композиторів, які побували у Відні, від Моцарта, Бетховена і Гайдна до Малера, Йоганна Штрауса, Ріхарда Штрауса або Альбана Берга.

## Диригенти

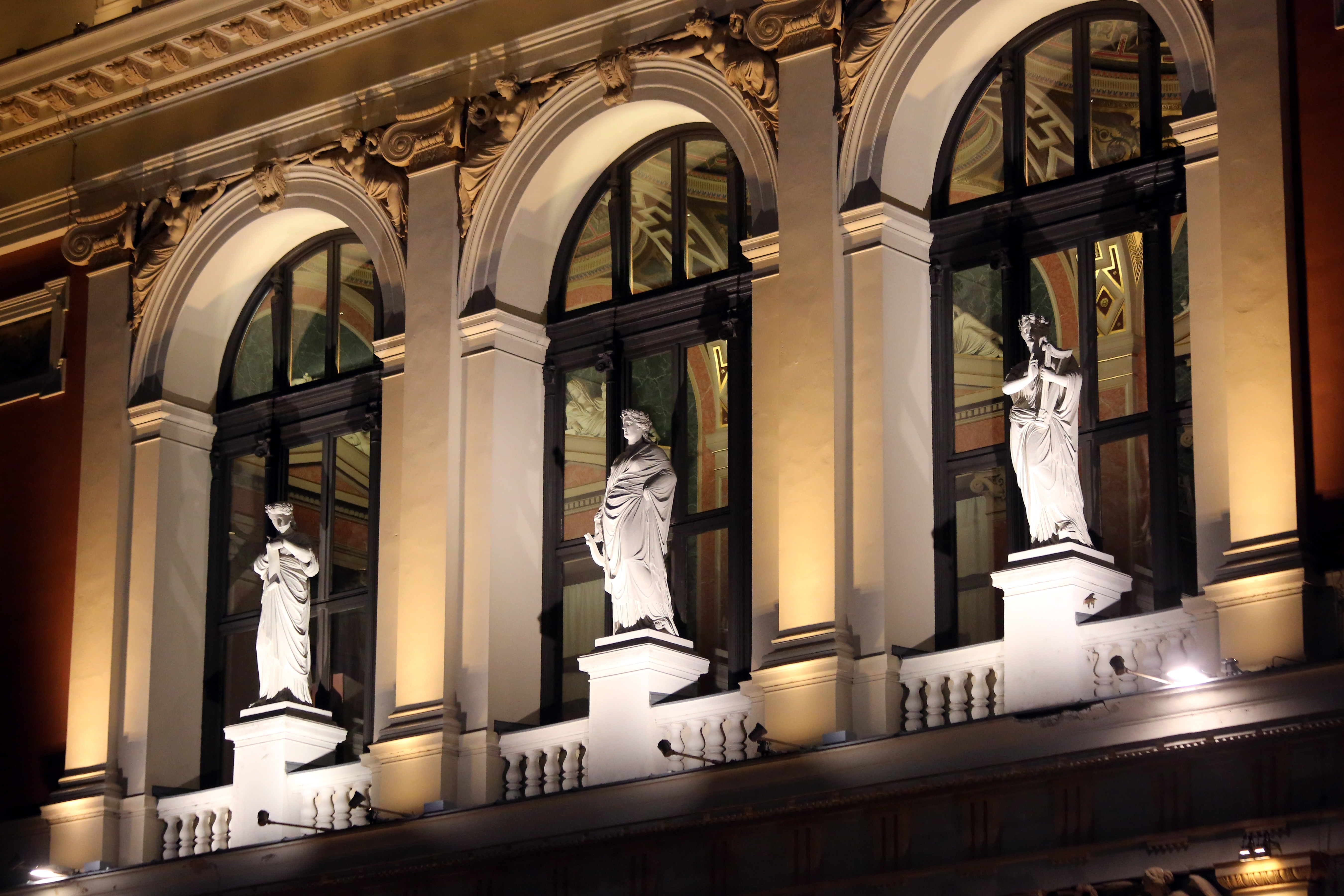
Скульптури над входом до філармонії

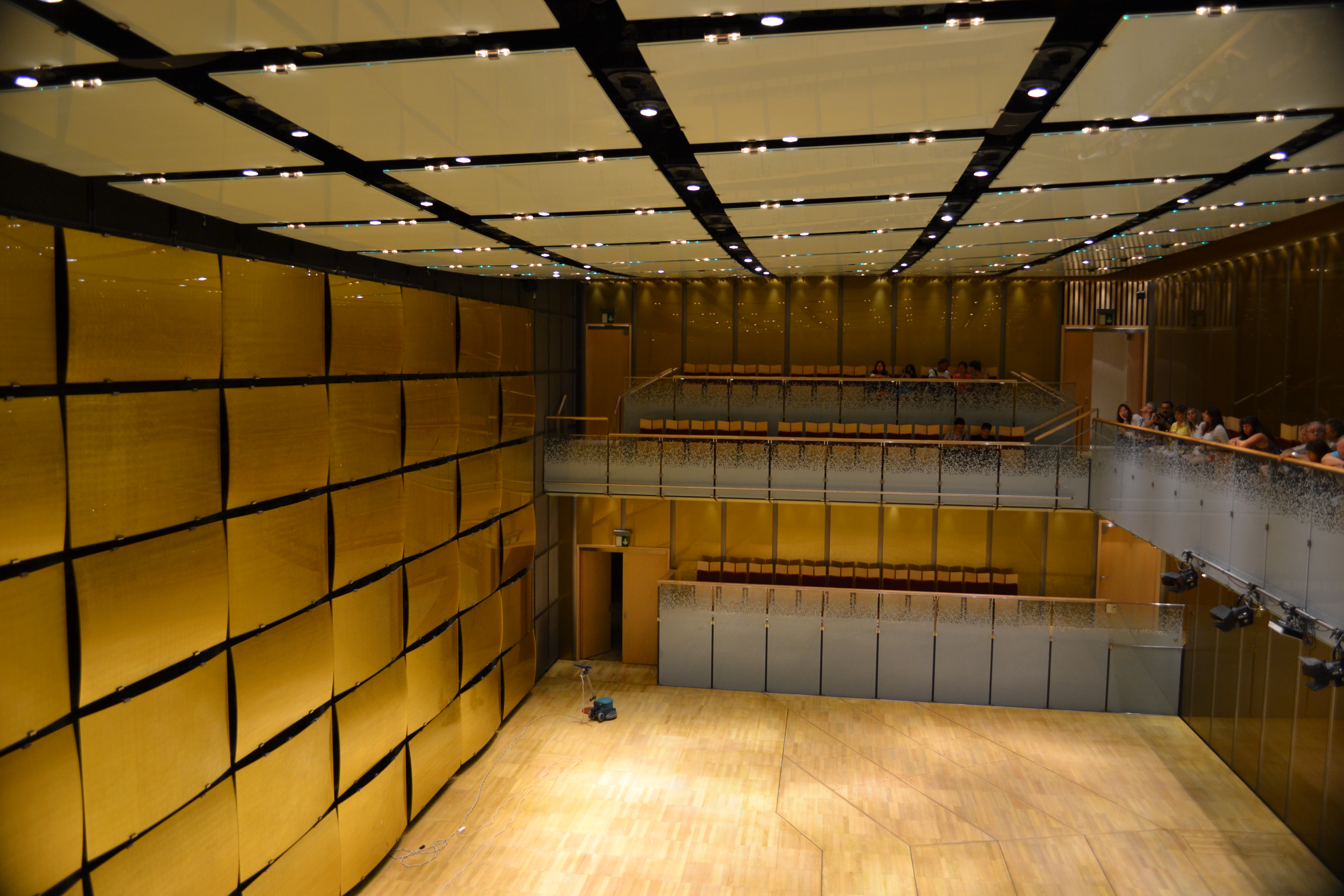
Скляний зал. 2012

- Карло Гайслер 1870—1871
- Антон Рубінштейн 1871—1872
- Йоганнес Брамс 1872—1875
- Едуард Шен[de] about 1870
- Йоган фон Гербек 1873—1877
- Ганс Ріхтер 1880—1890
- Франц Шальк 1904—1921
- Фердинанд Леве[de] (Dirigent)
- Вільгельм Фуртвенглер 1921—1927
- Роберт Геґер[en] 1925—1933
- Курт Адлер[en] 1933
- Герберт фон Караян 1948—1964